# Franz Allgaier
Franz Allgaier (* 1935 in Lindau) ist ein ehemaliger deutscher Radrennfahrer.

## Sportliche Laufbahn
Er war Spezialist für Querfeldeinrennen und zu Beginn seiner Laufbahn Rekordsieger (sechs Siege in Folge) der württembergischen Meisterschaften im Querfeldeinrennen Ende der 1950er und 1960er Jahre. Bei den deutschen Meisterschaften wurde er zweimal Vize-Meister: 1962 und 1963 jeweils hinter Rolf Wolfshohl. 1965 gewann er die Bronzemedaille. Für die deutsche Nationalmannschaft war er 1962 in Frankreich am Start der UCI-Weltmeisterschaft im Querfeldeinrennen und wurde dort 20.; 1963 in Luxemburg wurde er als 15. klassiert.

## Familiäres
Sein Bruder Dietmar Allgaier war ebenfalls Radrennfahrer und Querfeldeinspezialist. Er war Teilnehmer der Weltmeisterschaft 1967.

## Berufliches
1967 wurde er Dachdeckermeister und führte eine eigene Firma in Lindau.